# Kopalnia Węgla Kamiennego Porąbka-Klimontów

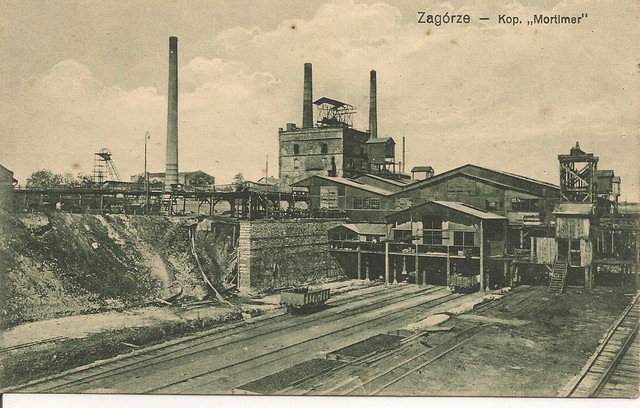
Postkarte der Zeche Mortimer in Zagórze, Sosnowie, vor 1920

Das Bergwerk Porąbka-Klimontów (polnisch Kopalnia Węgla Kamiennego Porąbka-Klimontów) war ein Steinkohlenbergwerk in Sosnowiec (Stadtteile Porąbka und Klimontów), Polen.

## Geschichte
Die Geschichte dieses Bergwerks, das als Verbundbergwerk 1952 aus mehreren Zechen sowie Schachtanlagen mit den unterschiedlichsten Namen entstanden ist, ist ziemlich verwirrend. Die folgenden Unterabschnitte und das nebenstehende Diagramm versuchen, die einzelnen Entwicklungsstränge nachzuzeichnen.

### Mortimer
Zunächst wurde im Osten von Sosnowiec, in Zagórze, 1851 eine Zeche mit dem Namen Ignatius durch Jack Siemieński gemutet. Erst nach der Beteiligung durch Gustav von Kramsta konnte 1865 der erste Schacht gleichen Namens abgeteuft werden. Da fünf Jahre später ein Brand in der Grube ausbrach, entschloss man sich 1880, einen zweiten Schacht, Mortimer genannt, in unmittelbarer Nähe zu Ignatius niederzubringen. Dieser Schacht erreichte eine Teufe von 230 Metern und diente Förderung, Wasserhaltung und Bewetterung. Nach einem zweiten Grubenbrand 1890 wurde die Anlage an die durch französisches Kapital finanzierte Gesellschaft für Bergbau und Metallurgie Sosnowiec verkauft. Ihr gehörten auch die Zechen Niwka, Klimontów und Milowice.
Die neuen Besitzer erweiterten die Tagesanlagen und Verwaltungsgebäude des Bergwerks. Da es anfänglich über keinen Gleisanschluss verfügte, wurde die Kohle über eine Seilbahn zum Bahnhof von Dąbrowa Górnicza transportiert. Nachdem das Bergwerk (wie viele andere auch) 1933 stillgelegt worden war, wurde es 1942 von der Firma Preussag übernommen und 1943 unter dem Namen Bismarck III neu angelegt. Schacht Mortimer erhielt einen neuen Maschinenraum und eine neue Wasserhaltung, um die starken Zuflüsse beherrschen zu können.
Nach dem Krieg erhielt das Bergwerk seinen alten Namen zurück, wurde verstaatlicht und Teil der Union für Kohleindustrie Dąbrowski. Im selben Jahr fusionierte es mit Klimontów unter dem Namen Klimontów-Mortimer, wurde aber bereits am 1. Januar 1951 wieder selbstständig.
Zwischenzeitlich gab es immer wieder Teile von Mortimer, die eine Zeitlang mehr oder weniger selbstständig operierten:
- Mortimer II von 1944 bis zum 1. Juli 1963 (Förderung 1956: 372.395 t)
- Mortimer III von 1953 bis zum 1. Januar 1968 (Förderung 1957: 218.255 t)
- Mortimer IV von Mai 1956 bis 1959 (Förderung 1959: 36.375 t)

1958 wurde die Zeche in das Verbundbergwerks Porąbka-Klimontów als eigenständige Schachtanlage integriert.

### Porąbka
In der Zeit von 1951 bis 1958 war Porąbka der Name der Jadwiga-Grube, die in den 1930er Jahren stillgelegt worden war und zeitweilig den Namen Klimontów II bzw. Bismarck I trug.

### KWK Porąbka-Klimontów
Sieben Jahre nach dem Ende des Zweiten Weltkriegs, d. h. 1952, ging man daran, die während der Nazi-Besatzung von der Preussag verwalteten Bergwerke in Osten von Sosnowiec, nämlich Kazimierz-Juliusz, Mortimer, Klimontów, Modrzejów, Niwka (siehe Bergwerk Niwka-Modrzejów), Graf Renard und Dorota neu zu ordnen. Eine Maßnahme bestand darin, neben dem bereits existierenden Schacht Jadwiga, der ursprünglich zur Zeche Mortimer gehörte, als zweiten Schacht Ryszard abzuteufen und diesem Bergwerk den Namen Porąbka zu geben. 1958 erfolgte die Fusion der Bergwerke Mortimer und Porąbka unter dem Namen Porąbka-Mortimer. Zentralschacht des neuen Verbundbergwerks war Ryszard mit einer Teuftiefe von 592 m und einem Schachtscheibendurchmesser von 7,5 m.
Zwischen 1948 und 1959 errichtete man an der ul. Braci Miroszewskich den Schacht Józef für den Material- und Bergetransport. Von 1957 bis 1958 teufte man den Schacht Jadwiga tiefer und baute eine Skipförderung ein. 1961 wurde der Wetterschacht Francis geschlossen.
Am 1. Januar 1974 erfolgte die Zusammenlegung des Bergwerks Mortimer-Porąbka mit Klimontów unter dem Namen Czerwone Zagłebie.
Dieses 1974 aus mehreren Altanlagen gegründete Verbundbergwerk hatte drei Abteilungen:
- Abteilung I: Jadwiga mit den Schächten Jadwiga, Ryszard und Południowy; Abbau auf der 550-m-Sohle
- Abteilung II: Józef; Abbau auf der 470-m-Sohle
- Abteilung III: Klimontów mit den Schächten Mariusz, Jan und Piotr; Abbau auf den 420-m- und 500-m-Sohlen

Die Kohleförderung fand in den Abteilungen I und II durch die Schächte Józef und Ryszard (Skipförderung auf zwei Ebenen) statt, die Seilfahrt und der Materialtransport in Abteilung III durch Schacht Mariusz für die 500-m-Sohle und für die 420-m-Sohle durch Schacht Jan.
Im Jahr 1992 erfolgte die Rückbenennung von Czerwone Zagłębie in Porąbka-Klimontów und am 1. März 1993 die Umwandlung in eine Aktiengesellschaft. In der zweiten Hälfte der 1990er Jahre wurde die Stilllegung der Zeche beschlossen, zuerst die von Abteilung III (1995), dann die von II und zum Schluss die von I.

### Czerwone Zagłebie
Von 1974 bis 1992 Name des Verbundbergwerks Porąbka-Klimontów.

### Förderzahlen
Mortimer 1900: 427.431 t; 1913: 208.161 t
Klimontów 1970: 1,62 Mio. t
Porąbka-Klimontów 1979: 4,22 Mio. t

## Gegenwart
In den Jahren 1965–1974 wurde das Baufeld der Zeche Mortimer stillgelegt und die Tagesanlagen wurden abgerissen. Heute wird dieses Gelände von der Expo-Silesia genutzt.
1993 wurde Schacht Władysław verfüllt, dessen Fördermaschine bis zum Schluss mit Dampf betrieben worden war. Ein Jahr später erfolgte der Abriss von Franciszek und Jan, 1995 wurden Mariusz und Piotr verfüllt, 1996 folgten Jakub und 1997 Józef. Auch die beiden am längsten geöffneten Schächte Ryszard und Süd existieren heute nicht mehr.